# Phalanger matanim
Кускус телефомінський (Phalanger matanim) — вид ссавців родини кускусових з когорти сумчасті (Marsupialia), відомий лише з областей Телефомін і Тіфалмін, Папуа Нова Гвінея по шести зразках. Основний діапазон висот проживання: 1400—1800 м над рівнем моря. Симпатричний з іншими видами. Живе у середньовисотних гірських вологих тропічних дубових лісах.

## Загрози та збереження
Середовище проживання типових зразків було повністю зруйноване пожежею 1998 року. Щоб підтвердити існування виду потрібні польові дослідження. Не знайдений у природоохоронних зонах.